# Морской музей (Лиссабон)
Морской музей (порт. Museu de Marinha) расположен в столице Португалии Лиссабоне (район Санта-Мария-де-Белен) и посвящён истории португальского мореплавания и флота.
Музей был основан 22 июня 1863 года королём Луишем I (любителем океанографии и единственным португальским монархом, когда-либо самостоятельно командовавшим кораблем) и ныне размещается в западном крыле позднеготического мануэлистского здания монастыря иеронимитов, архитектурного памятника XVI века под охраной ЮНЕСКО.

## Собрание
Музей занимает помещения площадью 50 тыс. м² и содержит более 20 000 экспонатов (из них 6000 в постоянной экспозиции на площади 16 050  м²). В собрании представлены гальюнные фигуры, навигационные приборы, старинные карты, портреты адмиралов и модели кораблей. Есть также оригинальные корабли и полноразмерные реплики.

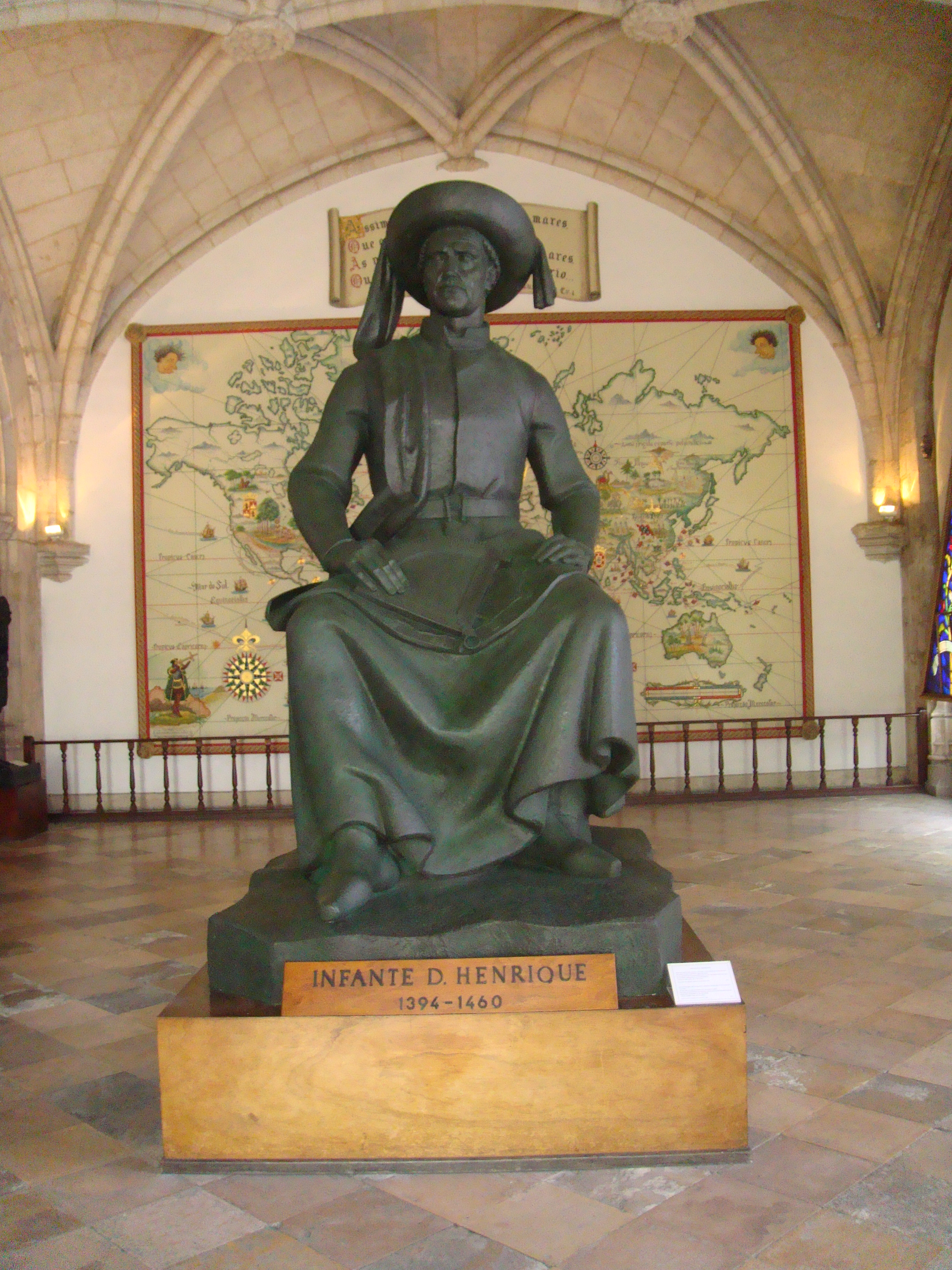
Принц Генрих Мореплаватель
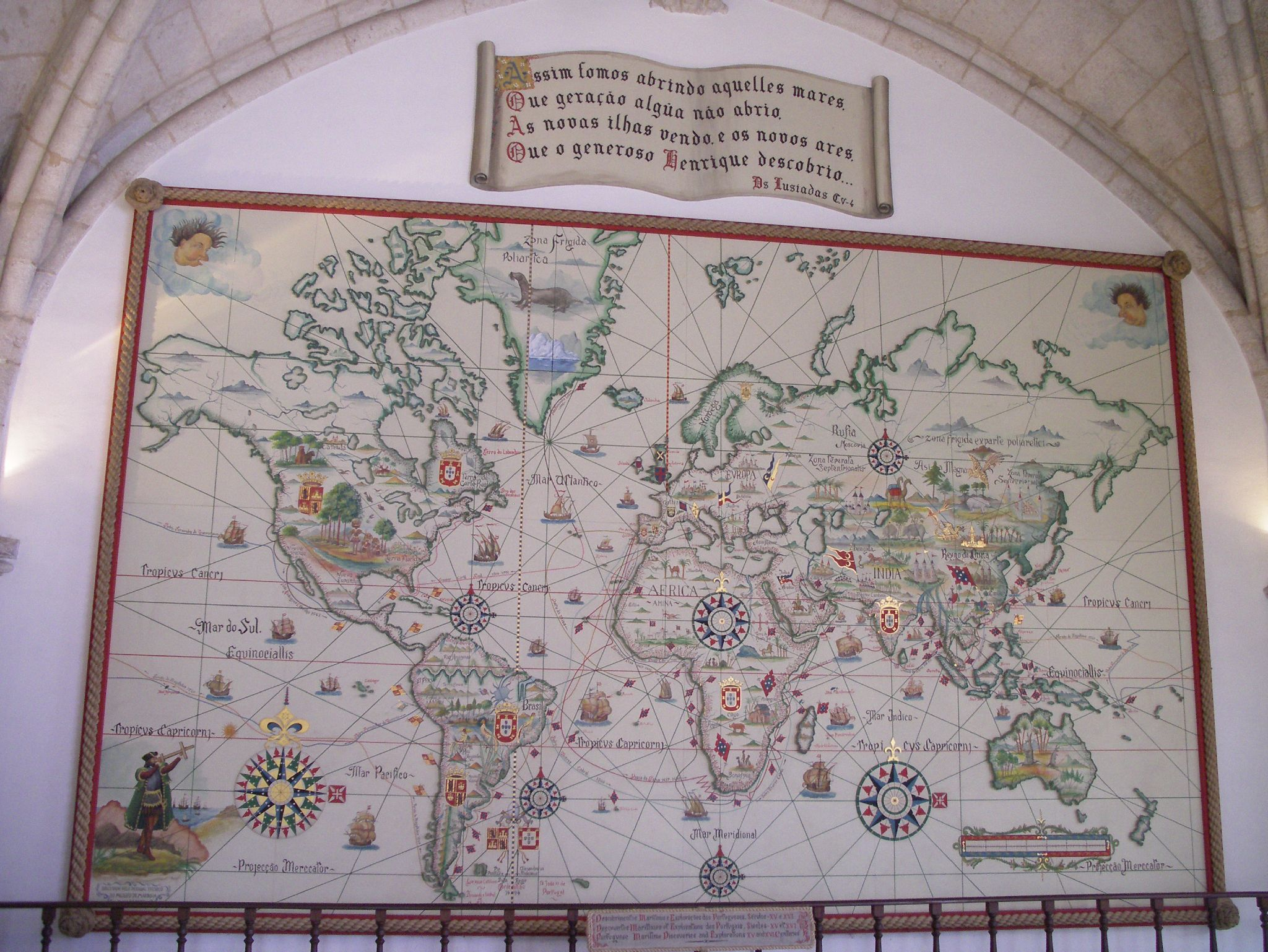
Карта португальской колониальной империи
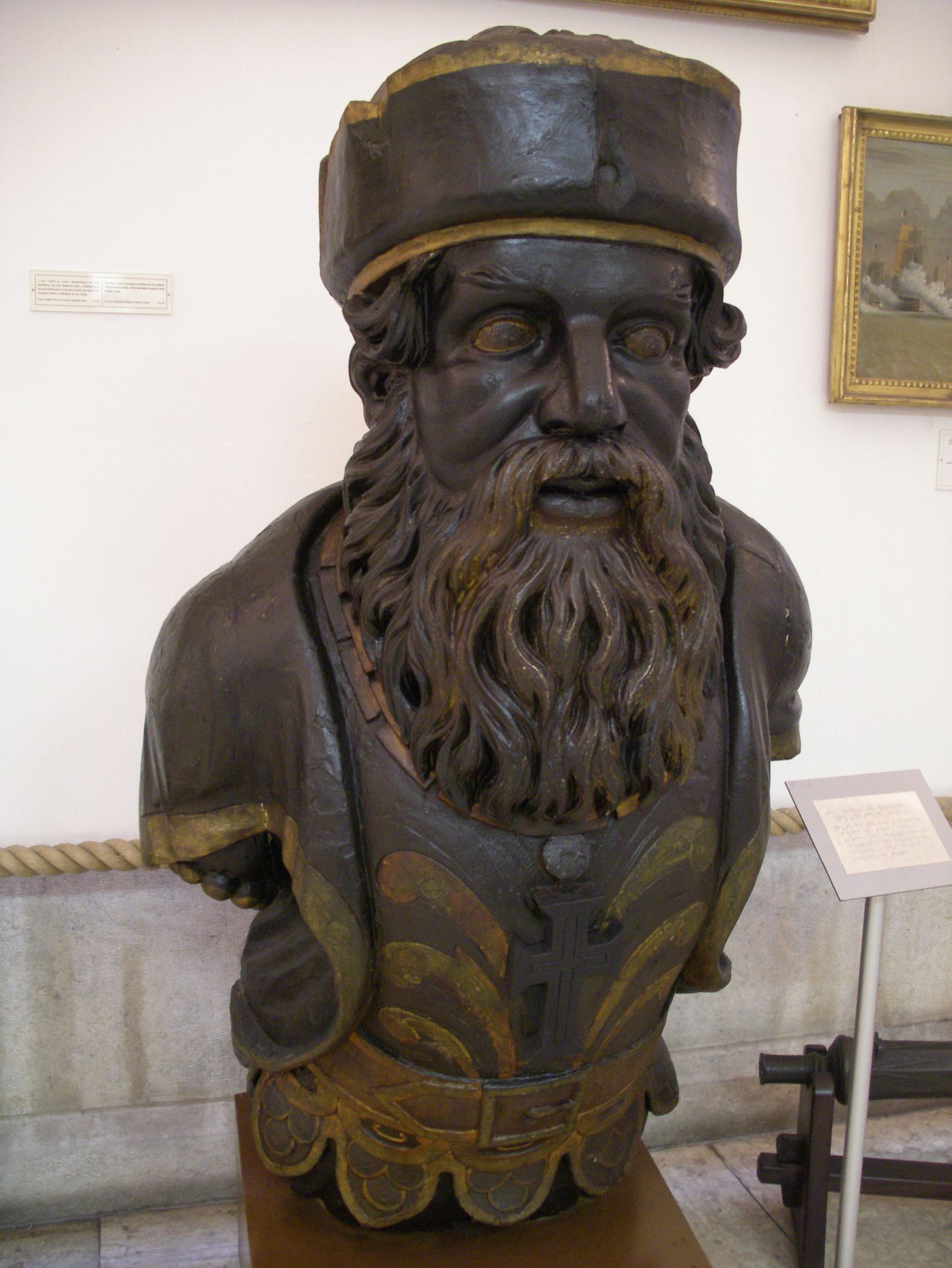
Гальюнная фигура с корабля «Vasco da Gama»
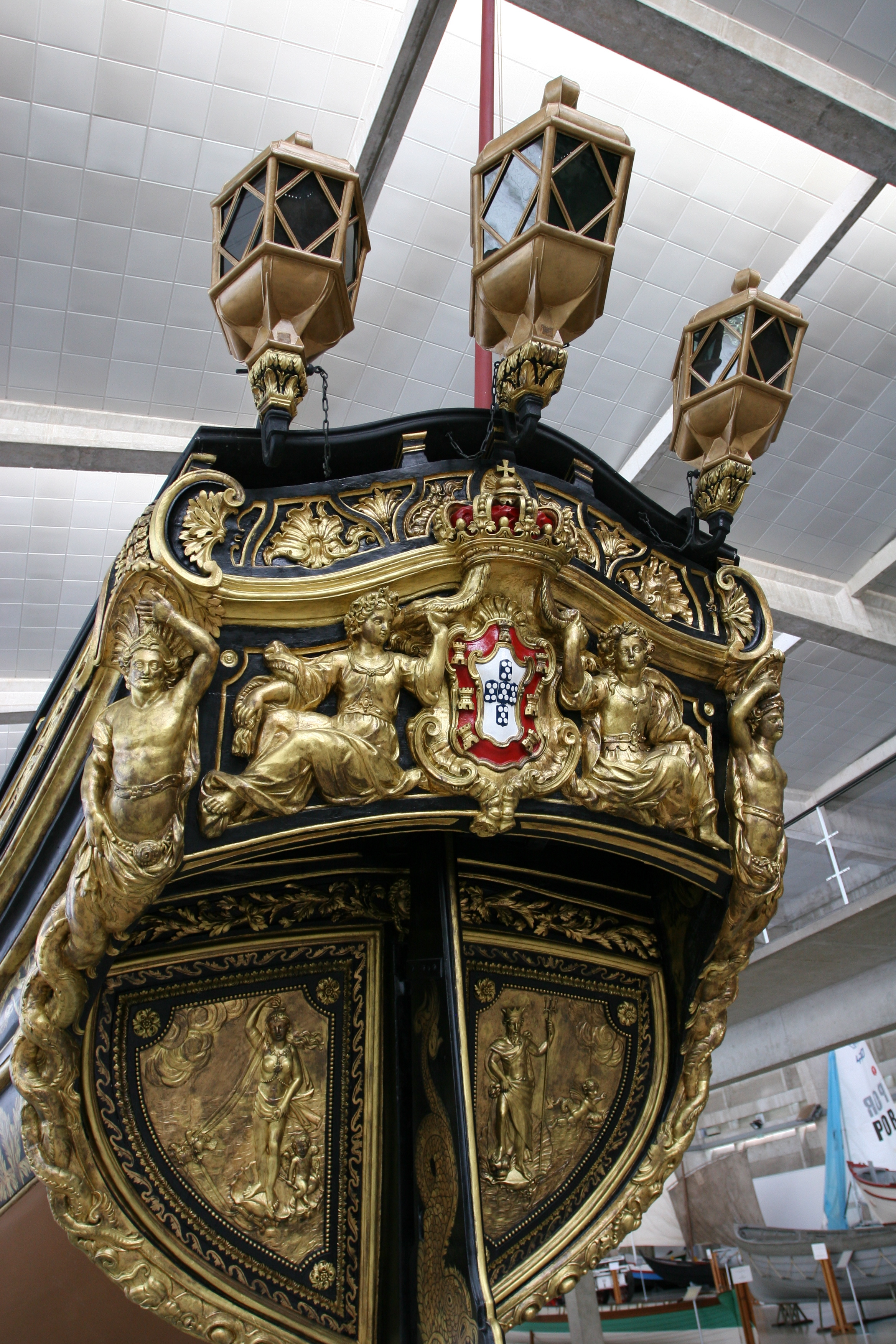
Парадная барка короля Жуана VI